# Aclis hendersoni
Aclis hendersoni är en snäckart som beskrevs av Dall 1927. Aclis hendersoni ingår i släktet Aclis och familjen Aclididae. Inga underarter finns listade i Catalogue of Life.